# Campeonato Europeu de Patinação Artística no Gelo de 1982
O Campeonato Europeu de Patinação Artística no Gelo de 1982 foi a septuagésima quarta edição do Campeonato Europeu de Patinação Artística no Gelo, um evento anual de patinação artística no gelo organizado pela União Internacional de Patinação (em inglês:  International Skating Union) onde os patinadores artísticos competem pelo título de campeão europeu. A competição foi disputada entre os dias 2 de fevereiro e 7 de fevereiro, na cidade de Lyon, França.

## Eventos
- Individual masculino
- Individual feminino
- Duplas
- Dança no gelo

## Medalhistas
| Evento                        | Ouro                                                | Prata                                                  | Bronze                                             |
| Individual masculino detalhes | Norbert Schramm · Alemanha Ocidental                | Jean-Christophe Simond · França                        | Igor Bobrin · União Soviética                      |
| Individual feminino detalhes  | Claudia Kristofics-Binder · Áustria                 | Katarina Witt · Alemanha Oriental                      | Elena Vodorezova · União Soviética                 |
| Duplas detalhes               | Sabine Baeß · Tassilo Thierbach · Alemanha Oriental | Marina Pestova · Stanislav Leonovich · União Soviética | Irina Vorobieva · Igor Lisovski · União Soviética  |
| Dança no gelo detalhes        | Jayne Torvill · Christopher Dean · Reino Unido      | Natalia Bestemianova · Andrei Bukin · União Soviética  | Irina Moiseeva · Andrei Minenkov · União Soviética |

## Resultados

### Individual masculino
| Pos.              | Nome                   | Nacionalidade      |
| ----------------- | ---------------------- | ------------------ |
| Medalha de ouro   | Norbert Schramm        | Alemanha Ocidental |
| Medalha de prata  | Jean-Christophe Simond | França             |
| Medalha de bronze | Igor Bobrin            | União Soviética    |
| 4                 | Rudi Cerne             | Alemanha Ocidental |
| 5                 | Alexander Fadeev       | União Soviética    |
| 6                 | Heiko Fischer          | Alemanha Ocidental |
| 7                 | Vladimir Kotin         | União Soviética    |
| 8                 | Jozef Sabovčík         | Tchecoslováquia    |
| 9                 | Grzegorz Filipowski    | Polônia            |
| 10                | Didier Monge           | França             |
| 11                | Philippe Paulet        | França             |
| 12                | Thomas Hlavik          | Áustria            |
| 13                | Oliver Höner           | Suíça              |
| 14                | Bruno del Maestro      | Itália             |
| 15                | Miljan Begovic         | Iugoslávia         |
| 16                | Mark Pepperday         | Reino Unido        |
| 17                | Lars Åkesson           | Suécia             |
| 18                | Ed van Campen          | Países Baixos      |
| 19                | Todd Sand              | Dinamarca          |
| 20                | Thierry Michels        | Luxemburgo         |
| 21                | András Száraz          | Hungria            |
| 22                | Eric Kol               | Bélgica            |
| 23                | Boiko Alexiev          | Bulgária           |
| 24                | Fernando Soria         | Espanha            |
| 25                | Alexander König        | Alemanha Oriental  |

### Individual feminino
| Pos.              | Nome                      | Nacionalidade      |
| ----------------- | ------------------------- | ------------------ |
| Medalha de ouro   | Claudia Kristofics-Binder | Áustria            |
| Medalha de prata  | Katarina Witt             | Alemanha Oriental  |
| Medalha de bronze | Elena Vodorezova          | União Soviética    |
| 4                 | Deborah Cottrill          | Reino Unido        |
| 5                 | Claudia Leistner          | Alemanha Ocidental |
| 6                 | Kristiina Wegelius        | Finlândia          |
| 7                 | Carola Paul               | Alemanha Oriental  |
| 8                 | Karen Wood                | Reino Unido        |
| 9                 | Janina Wirth              | Alemanha Oriental  |
| 10                | Anna Antonova             | União Soviética    |
| 11                | Myriam Oberwiler          | Suíça              |
| 12                | Hana Vesela               | República Tcheca   |
| 13                | Sanra Cariboni            | Suíça              |
| 14                | Manuela Ruben             | Alemanha Ocidental |
| 15                | Sonja Stanek              | Áustria            |
| 16                | Parthena Sarafidis        | Áustria            |
| 17                | Pairi Nieminen            | Finlândia          |
| 18                | Karin Telser              | Itália             |
| 19                | Béatrice Farinacci        | França             |
| 20                | Liisa Seitsonen           | Finlândia          |
| 21                | Katrien Pauwels           | Bélgica            |
| 22                | Catarina Lindgren         | Suécia             |
| 23                | Anette Nygaard            | Dinamarca          |
| 24                | Nevenka Lisak             | Iugoslávia         |
| 25                | Rosario Esteban           | Espanha            |
| 26                | Nora Miklosi              | Hungria            |
| 27                | Ingrid Aalders            | Países Baixos      |
| 28                | Tsvetanka Stefanova       | Bulgária           |
| WD                | Sanda Dubravčić           | Iugoslávia         |
| WD                | Petra Malivuk             | Iugoslávia         |

### Duplas
| Pos.              | Nome                                 | Nacionalidade      |
| ----------------- | ------------------------------------ | ------------------ |
| Medalha de ouro   | Sabine Baeß / Tassilo Thierbach      | Alemanha Oriental  |
| Medalha de prata  | Marina Pestova / Stanislav Leonovich | União Soviética    |
| Medalha de bronze | Irina Vorobieva / Igor Lisovski      | União Soviética    |
| 4                 | Veronika Pershina / Marat Akbarov    | União Soviética    |
| 5                 | Birgit Lorenz / Knut Schubert        | Alemanha Oriental  |
| 6                 | Susan Garland / Robert Daw           | Reino Unido        |
| 7                 | Bettina Hage / Stefan Zins           | Alemanha Ocidental |
| 8                 | Nathalie Tortel / Xavier Videau      | França             |
| 9                 | Gaby Galambos / Jürg Galambos        | Suíça              |

### Dança no gelo
| Pos.              | Nome                                  | Nacionalidade           |
| ----------------- | ------------------------------------- | ----------------------- |
| Medalha de ouro   | Jayne Torvill / Christopher Dean      | Reino Unido             |
| Medalha de prata  | Natalia Bestemianova / Andrei Bukin   | União Soviética         |
| Medalha de bronze | Irina Moiseeva / Andrei Minenkov      | União Soviética         |
| 4                 | Olga Volozhinskaya / Alexander Svinin | União Soviética         |
| 5                 | Karen Barber / Nicholas Slater        | Reino Unido             |
| 6                 | Nathalie Herve                        | França / Pierre Bechu}} |
| 7                 | Jana Berankova / Jan Bartak           | Tchecoslováquia         |
| 8                 | Judit Péterfy / Csaba Bálint          | Hungria                 |
| 9                 | Wendy Sessions / Stephen Williams     | Reino Unido             |
| 10                | Birgit Goller / Peter Klisch          | Alemanha Ocidental      |
| 11                | Petra Born / Rainer Schönborn         | Alemanha Ocidental      |
| 12                | Jindra Hola / Karol Foltan            | Tchecoslováquia         |
| 13                | Isabella Micheli / Roberto Pelizzola  | Itália                  |
| 14                | Maria Kniffer / Manfred Hubler        | Áustria                 |
| 15                | Marianne van Bommel / Wayne Deweyert  | Países Baixos           |
| 16                | Marine Olivier / Philippe Boissier    | França                  |
| 17                | Esther Guiglia / Roland Mader         | Suíça                   |
| 18                | Salia Saarinen / Kim Jacobson         | Finlândia               |
| 19                | Ulla Ornamerker / Thomas Svedberg     | Suécia                  |

## Quadro de medalhas
| Ordem | País               | Medalha de ouro | Medalha de prata | Medalha de bronze |    | Ordem por total |
| ----- | ------------------ | --------------- | ---------------- | ----------------- | -- | --------------- |
| 1     | Alemanha Oriental  | 1               | 1                |                   | 2  | 2               |
| 2     | Alemanha Ocidental | 1               |                  |                   | 1  | 3               |
| 2     | Áustria            | 1               |                  |                   | 1  | 3               |
| 4     | Reino Unido        | 1               |                  |                   | 1  | 3               |
| 5     | União Soviética    |                 | 2                | 4                 | 6  | 1               |
| 6     | França             |                 | 1                |                   | 1  | 3               |
| TOTAL | TOTAL              | 4               | 4                | 4                 | 12 | —               |